# 潘瑟伯恩 (密西西比州)
潘瑟伯恩（英語：Panther Burn）是位於美國密西西比州夏基縣的普查規定居民點。

## 人口
根據2020年美國人口普查的數據，潘瑟伯恩的面積為1.67平方千米，皆為陸地。當地共有人口115人，而人口密度為每平方千米68.86人。